# تانا (فینمارک)
تانا (به لاتین: Tana) یک شهرداری در نروژ است که در فینمارک واقع شده‌است. تانا ۴٬۰۵۱٫۳۵ کیلومتر مربع مساحت و ۲٬۹۲۲ نفر جمعیت دارد.

## خواهرخوانده
شهر بخش ترسکی، استان مورمانسک خواهرخواندهٔ تانا (فینمارک) هست.